# Reserva Natural de Nora
A Reserva Natural de Nora (em russo:  Норский заповедник) é uma área protegida na Rússia, localizada na parte nordeste da planície de Amur-Zeya, entre o entre o Rio Nora e o Rio Selemdzha. A reserva é conhecida por seu rebanho de veados Norsk, o maior rebanho migratório do mundo, com cerca de entre 5000 - 7000 indivíduos. O terreno é semi-florestado e meio pantanoso, na zona de encontro entre a vegetação da Sibéria, de Okhotsk e comunidades de plantas e animais da Mongólia. A reserva está situada no distrito de Selemdzhinsky, no Oblast de Amur.

## Topografia
O terreno na metade sul é plano, com algumas encostas suaves e zonas planas húmidas. A metade norte do sítio é montanhosa com alguns pontos atingindo 370 metros de altitude. O rio Burunda atravessa o meio da reserva de leste a oeste. Uma formação natural notável nestas áreas planas é o "termocraste", uma formação caracterizada por superfícies bastante irregulares repletas de cavidades alagadiças e pequenos hummocks formados pelo derretimento de permafrost rico em gelo. Existem afloramentos rochosos em alguns lugares, embora a maioria das terras planas estejam construídas em seixos quaternários e sedimentos menores.

## Clima e eco-região
Esta área protegida está localizada na região de Da Hinggan-Dzhagdy, uma ecorregião de florestas de coníferas. Esta eco-região é uma área de planícies interiores cercada por colinas baixas e pelas montanhas de Da Hinggan. É uma área florestal que liga a República Popular da China (Manchúria) e a Rússia (bacia do rio Amur), com comunidades de plantas de taiga do sul nas secções russas e florestas com pinheiros e abetos mistos das florestas chinesas.
O clima de Nora é um clima continental húmido, caracterizado por uma alta variação de temperatura, tanto entre o dia e a noite como entre estações; os invernos são secos e verões frescos. A temperatura média em janeiro é de -30,4 ºC, e a média em julho é de +19,4 ºC. Baixos níveis de chuva, em abril e em maio, muitas vezes levam a incêndios florestais, mesmo com o inverno a durar entre 5 e 5,5 meses.